# 노동자의 집
노동자의 집(페르시아어: خانه کارگر xâne-ye kârgar)은 이란의 노총이다. 세계노동조합연맹(WFTU)에 가맹하고 있다. 이슬람 노동위원회의 활동을 감독하고 조정한다.
1958년 일부 노동자 길드의 연합으로 결성된 노동조합은 역사적으로 다양한 정당에 소속된 노동자파였다. 1981년에는 이슬람 노동자들이 지배했다.
1998년에 노동자의 집은 이란 근로자의 ⅓이 회원이라고 밝혔지만 이 주장에 대한 독립적인 검증은 없다.
국제노동기구(ILO)는 노동조합이 정부에 의존하고 있음을 인정한다. 마흐무드 아마디네자드 정부와의 대결 이후 노조는 국가 지원 지위를 잃어가고 있다.
노동조합은 또한 '고생하는 노동자 계층을 위한 보급과 정의 중심의 담론을 모토로 삼는' 것을 목표로 2002년부터 이란 노동통신사(ILNA)를 운영하고 있다. 일과 노동자(Work and Worker) 일간지는 핵심 멤버인 알리 라비에이(Ali Rabiei)가 발행하기도 한다.